# Odoardo Focherini
Blahoslavený Odoardo Focherini (6. června 1907 Carpi, Itálie – 27. prosince 1944 Hersbruck, Německo) byl italský novinář. Katolickou církví je ctěn jako blahoslavený.

## Život
Jako novinář přispíval do vatikánského listu L'Osservatore Romano a vedl katolický deník L'Avvenire d'Italia se sídlem ve středoitalské Boloni.
Během druhé světové války pracoval v záchranné síti, kterou založil společně s Dantem Salou, diecézním knězem v Carpi, a dalšími spolupracovníky. Jeho úkolem bylo připravovat falešné dokumenty, díky kterým mohli Židé vycestovat do Švýcarska. Zachránil před smrtí více než sto Židů, než byl prozrazen, v březnu 1944 zatčen italskými fašisty a poslán do koncentračního tábora, kde zemřel.
Byl ženatý, otec sedmi dětí.
V roce 1955 udělila italská židovská obec jeho rodině zlatou pamětní medaili. Izraelský památník obětem holokaustu Jad Vašem v Jeruzalémě ho v roce 1969 prohlásil za „spravedlivého mezi národy“ a stejným titulem poctil kněze Danteho Salu. Dne 16. června 2013 byl blahořečen katolickou církví. Je vůbec prvním blahoslaveným, který je zároveň nositelem titulu Spravedlivý mezi národy, jenž se uděluje lidem nežidovského původu za záchranu Židů za holocaustu.

## Odkazy

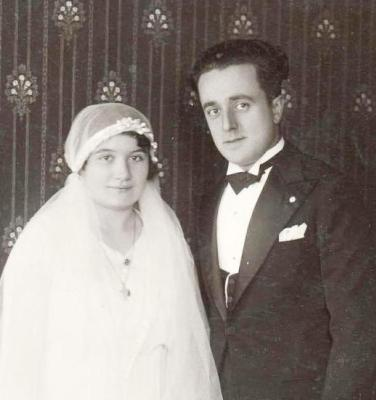
Odoardo Focherini a jeho manželka na svatbě (1930)